# Grupo EBX
Die Grupo EBX ist eine brasilianische Holding. Die Holding wurde 1983 durch den Unternehmer und Multimilliardär Eike Batista gegründet, der gleichzeitig auch ihr Vorsitzender ist. Alle Firmen der Gruppe haben ein „X“ am Ende ihres Namens, was gemäß dem EBX-Eigner Eike Batista die „Multiplikation von Reichtum“ symbolisieren soll.
Zu der Holding EBX gehören an der Börse BM&FBovespa notierte Aktiengesellschaften und nicht-börsennotierte Unternehmen. Die fünf wichtigsten Unternehmen sind OGX, OSX, MPX, MMX und LLX. OGX widmet sich der Erdöl- und Erdgasförderung, OSX der Fabrikation von Förderanlagen bis hin zu kompletten Bohrinseln, MPX der Erzeugung elektrischer Energie, MMX der Eisenerzförderung und Stahlherstellung. LLX nennt sich der logistische Komplex der Gruppe mit einem „Superhafen“ und einem angeschlossenen Industriegebiet als Prestigeobjekt, in welches Batista insgesamt 2,5 Milliarden Dollar investieren will und das in der Region Investitionen von 36 Milliarden Dollar anziehen soll.
Der gesamte Konzern hatte Mitte 2010 einen geschätzten Wert von etwa 45 Milliarden Dollar und beschäftigte 13.000 Mitarbeiter.
Das Unternehmen ist tätig auf den Gebieten Bergbau, Immobilien, Energie einschließlich erneuerbare Energie und Unterhaltung. Der Sitz von EBX befindet sich in Flamengo, Rio de Janeiro.

## Tiefwasserhafen-Projekte
Im Juli 2010 begann EBX mit dem Bau eines Tiefwasserhafens in Itaguaí im Bundesstaat Rio de Janeiro. Im Oktober 2013 verkaufte Batista die Mehrheit an diesem Hafenprojekt an die Mubadala Development Company mit Sitz in Abu Dhabi und die niederländische Trafigura Group.
Die EBX-Gruppe plant gegenwärtig und beginnt ab 2012 mit dem Bau des Açu Superport, ein Tiefwasserhafen und eine der größten Investitionen in die Hafeninfrastruktur in Lateinamerika. Das riesige Hafengelände mit Industrieanlagen, das bei São João da Barra, Bundesstaat Rio de Janeiro am Atlantik auf einer Fläche von 90 Quadratkilometern ausgebaggert und errichtet wird, soll in Zukunft die gleiche Kapazität und Effizienz der wichtigsten Häfen in Asien und Europa haben. Vorgesehen ist, dass Riesentanker (Tanker mit bis zu 25 Metern Tiefgang), welche das offshore geförderte brasilianische Erdöl transportieren, an einer drei Kilometer ins Meer herausreichenden Anlegestelle anlegen können.

## Unternehmen
Seit dem Niedergang der Holding ab Mitte 2013 ist die Situation unübersichtlich. Zuvor bestand sie unter anderem aus folgenden Unternehmen:
Börsennotierte Unternehmen:
- OGX, ab 2013 Óleo e Gás: Exploration und Förderung von Öl und Erdgas: Der 2008 erfolgte Börsengang erbrachte 4,1 Milliarden Euro und war der größte in der Geschichte Brasiliens. OGX übernahm das große Tiefsee-Ölfeld Tubarão-Azul vom Konzern Petrobras. Stand 2012 wurde nur ein Zehntel der geplanten Fördermenge erreicht, unter anderem weil das Ölvorkommen unter einer dicken Salzschicht verborgen liegt.[5] 2013 stellte der Betrieb einen Insolvenzantrag.[6]
- LLX: Logistik. Die Mehrheit an LLX ging im Oktober 2013 an den Infrastruktur-Fonds EIG Group über. Im Dezember 2013 erfolgte die Umbenennung in Prumo (portugiesisch: Prumo Logística Global, englisch: Prumo Global Logistics).[7]
- MMX: Eisenerz-Bergbau
- MPX, ab 2013 Eneva: Stromerzeugung und Prospektierung. Eneva, woran (Stand 2014) E.ON 43 Prozent und Batista 20 Prozent hält, stellte im Dezember 2014 einen Insolvenzantrag.[8]
- OSX (Börsengang 2010): Fabrikation von Offshore-Förderanlagen einschließlich kompletter Bohrinseln
- CCX: Kohle-Bergbau[9]

Nicht börsennotierte Unternehmen:
- AUX: Goldminen in Kolumbien. Im Juni 2012 kaufte Qatar Investment Authority 49 Prozent der Anteile.[10]
- IMX: Sport und Unterhaltung. IMX ist ein Joint Venture von International Management Group (IMG) mit Grupo EBX. Es ist das größte Unternehmen in Südamerika im Bereich Sport- und Unterhaltungsmanagement.[11]
- MSX: Werft, die Bohr-Plattformen und Tanker für das Öl von OGX bauen sollte
- JPX, Betrieb geschlossen: Jeeps
- BFX: Bioalkohol
- MD.X: Tageskrankenhaus
- Mr Lam: Chinarestaurant
- Pink Fleet: Personenfähre in der Bucht von Guanabara
- Hafen von Peruíbe
- REX: Immobilienfirma: Dazu gehört unter anderem das Hotelprojekt Hilton Gonçalves dos Santos. Das Hotel, das vom Fußballklub Flamengo Rio de Janeiro gepachtet wurde, sollte zu einem Luxushotel mit 452 Zimmern ausgebaut werden; seit dem wirtschaftlichen Niedergang von EBX ruhen die Bauarbeiten.[12]
- Hotel Glória: Batista hatte das Hotel 2008 in heruntergekommenem Zustand gekauft. Durch umfangreiche Renovierungen hätte es in ein Luxushotel und den Sitz der Holding umgebaut werden sollen. Die Bauruine wurde Anfang 2014 an die Schweizer Immobiliengesellschaft Acron verkauft.[13]